# Sociedad Deportiva Octavio

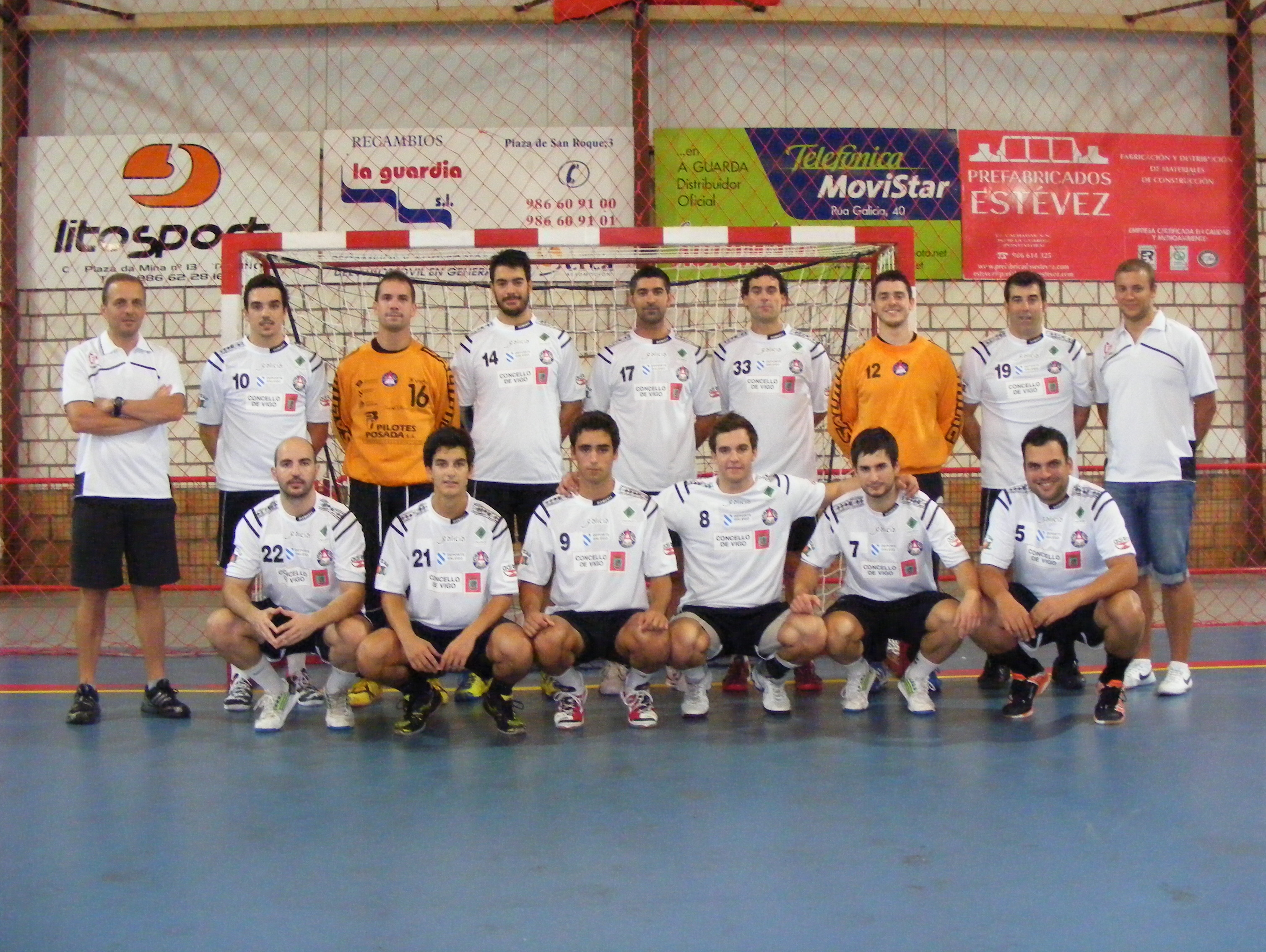
Plantilla del Octavio en el Trofeo Concello do Rosal 2013

La Sociedad Deportiva Octavio és un equip d'handbol fundat l'any 1966 de la ciutat de Vigo (Galícia) que disputa la Lliga ASOBAL. L'equip juga els seus partits com a local al Pavelló As Travesas, amb capacitat per a 4.500 espectadors.